# Zotalemimon fossulatum
Zotalemimon fossulatum es una especie de escarabajo longicornio del género Zotalemimon, tribu Desmiphorini, subfamilia Lamiinae. Fue descrita científicamente por Breuning en 1943.

## Descripción
Mide 11,5 milímetros de longitud.

## Distribución
Se distribuye por Laos.